# Ксенія Десні
Ксенія Десні (19 січня 1894—1954) — українська актриса німого кіно, що знімалася в Німеччині. Мала широку популярність в Європі до появи звукового кіно.

## Біографія
Ксенія Десницька народилася 19 січня 1894 року в місті Остер. Змалку займалася танцями.
На початку 1910-х років виїхала до Німеччини, де в 1911 році народила дочку, майбутню успішну британську актрису театру та кіно 1930-1950-х Тамару Десні (Бродську). Після Жовтневого перевороту 1917 року Ксенія Десницька емігрувала на Захід через Константинополь, де якийсь час танцювала в різних вар'єте, й на початку 1920-х осіла в Берліні.
Хоча в багатьох сучасних джерелах стверджується, що Ксенія Десні дебютувала в фільмі Дмитра Буховецького «Sappho» (1921) з Полою Негрі в головній ролі, цьому немає прямих підтверджень зокрема на такому поважному ресурсі як IMDB [Архівовано 27 березня 2016 у Wayback Machine.].
Вперше ім'я Десні фігурує 1921 року в титрах до стрічки «Weib und Palette / Поклик долі» режисера Йоханнеса Ґютера, який згодом зняв її в найуспішніших своїх стрічках. Наступним її фільмом стала стрічка «Чорна пантера», того ж таки Ґютера, знята за п'єсою Володимира Винниченка «Чорна Пантера і Білий Медвідь». 1921 року Ксенія Десні (уже відома як Дада) підписує контракт з німецьким кіногігантом — кінокомпанією UFA.
1924 року Десні знімається в головній ролі в фільмі Гютера «Der Sprung ins Leben», який став одним із перших досвідів у кіно для Марлен Дітріх, заангажованої в масовці.
Розквіт кар'єри Десні припадає на 1926—1927 роки. Вона активно знімається, а її партнерами стають не менш популярні артисти — Рудольф Кляйн-Рогге, який у 1927 році знявся в «Метрополісі» Фріца Ланга, а з Десні грав у фільмі «Діамантова троянда», Ольга Чехова і Макс Хансен («Сім'я Шимек»), Віллі Фрітш («Наречена боксера»), Гарі Лідтке («Солдат Марі» і «Дівчина з народу») та інші.
З настанням ери звукового кіно Ксенія, як і багато інших популярних актрис, перестала бути затребувана і в 1929 році покинула кіно. 1931 року вона разом з дочкою Тамарою оселилась в Лондоні.
1950 перебралась у Францію, де й померла в містечку Рокфор-Ле-Пен на Лазуровому узбережжі 1954 року.

## Фільмографія
- Erzherzog Johann (1929)
- La danseuse Orchidée (1928)
- Ein Mädel aus dem Volke (1927)
- Funkzauber / Ein Volksstück von der Liebe und des Rundfunks Wellen (1927)
- Ein rheinisches Mädchen beim rheinischen Wein (1927)
- Madame wagt einen Seitensprung (1927)
- Die Bräutigame der Babette Bomberling (1927)
- Durchlaucht Radieschen (1927)
- Der Meister der Welt (1927)
- Der Soldat der Marie (1927)
- Die 3 Niemandskinder (1927)
- Schützenliesel (1926)
- Nixchen (1926)
- Küssen ist keine Sünd' (1926)
- Die Boxerbraut (1926)
- Familie Schimeck (1926)
- Der rosa Diamant (1926)
- Ein Walzertraum (1925)
- Die gefundene Braut (1925)
- Der Turm des Schweigens (1925)
- Die Andere (1924)
- Decameron Nights (1924)
- Der Sprung ins Leben (1924)
- Wilhelm Tell (1923)
- Die Prinzessin Suwarin (1923)
- Graf Cohn (1923)
- Der Ruf des Schicksals (1922)
- Bardame (1922)
- Könnyved, der große Unbekannte (1922)
- Pariserinnen (1921)
- Die schwarze Pantherin (1921)
- Weib und Palette (1921)